# Memorando de exportação
Memorando de Exportação ou Documento Comprobatório da Exportação Indireta é um documento padronizado ligado à legislação do Brasil e tem a finalidade controlar as operações de mercadorias desoneradas de ICMS, nas remessas com o fim específico de exportação. A emissão do memorando deverá ocorrer até o último dia do mês seguinte ao mês do embarque da mercadoria para o exterior.
As empresas comerciais exportadoras (trading companies) que empenharem operações de exportação devem atender à necessidade legal relativa ao Memorando de Exportação. A comercial exportadora  encaminhará ao remetente a primeira via do memorando de exportação, acompanhada de cópia do conhecimento de embarque e do comprovante de exportação emitido pelo órgão competente. 
O Memorando de Exportação é um documento legal e fiscal (RICMS-ES, art. 538, XXXIV), e como tal deverá ser formalizado através de sistema eletrônico de processamento de dados, e impresso através de formulários contínuos previamente aprovados pela SEFAZ (RICMS-ES, art. 48, § 3.º, e art. 49, VI).
É importante ressaltar que após a implantação da Declaração Única de Exportação (DUE), o CONFAZ por meio do Convênio ICMS 203/2017 dispensou o uso de Memorando de Exportação para as operações de exportação realizada através de Nota Fiscal Eletrônica.